# Beckenham Place Park
Beckenham Place Park är en park i Storbritannien.   Den ligger i grevskapet Greater London och riksdelen England, i den södra delen av landet, i huvudstaden London. Beckenham Place Park ligger 47 meter över havet.
Terrängen runt Beckenham Place Park är platt. Runt Beckenham Place Park är det mycket tätbefolkat, med 1 956 invånare per kvadratkilometer. Närmaste större samhälle är City of London, 11,6 km norr om Beckenham Place Park. Runt Beckenham Place Park är det i huvudsak tätbebyggt.